# Івано-Франківська телевежа
Івано-Франківська телевежа — телекомунікаційна вежа заввишки 193 м, споруджена у 1965 році в Івано-Франківську.
Сконструйована за модернізованим проектом 3803КМ.

## Радіо
Частина радіостанцій мовлять з інших телевеж КРРТ

### FM-радіостанції
- 88.8 — Радіо Промінь
- 91.0 — Радіо Культура
- 102.0 — Радіо М
- 103.4 — Радіо П'ятниця
- 104.0 — Радіо Промінь
- 106.0 — Надвірна FM

## Телебачення

### Цифрове мовлення
- 5. 7-й мультиплекс
- 31. 3-й мультиплекс
- 41. 2-й мультиплекс
- 42. 1-й мультиплекс
- 58. 5-й мультиплекс

## Характеристика
Висота вежі за різними даними становить становить 130-195 м. Проектна висота  — 192 м. Вага конструкції — 350 т. Радіус потужності покриття радіосигналом становить 55 км.